# The Turmoil
The Turmoil er en amerikansk stumfilm fra 1916 af Edgar Jones.

## Medvirkende
- Valli Valli som Mary Vertrees.
- George LeGuere som Bibbs Sheridan.
- Charles Prince som James Sheridan.
- Florida Kingsley som Mrs. Vertrees.
- Frank DeVernon som Mr. Vertrees.